# وکترن
وکترن (انگلیسی: Vectren) شرکت برق آمریکایی است، که در سال ۲۰۰۰ تأسیس شد.